# LIRC
LIRC (Linux Infrared remote control) är ett öppet källkodspaket som möjliggör för användare att skicka och ta emot infraröda fjärrstyrningssignaler på Unixliknande datorsystem.
Det finns dock en motsvarighet för Microsoft Windows av LIRC som kallas WinLIRC.
Med LIRC och en IR-mottagare kan en användare styra sin dator med nästan vilken infraröd fjärrkontroll som helst (dvs en TV-fjärrkontroll).
Användaren kan med en IR-fjärrkontroll styra till exempel en DVD-spelare eller uppspelning av musik.
Ett grafiskt gränssnitt är KDELirc, som bygger på KDE-bibliotek. KDE är dock en grafisk miljö som använder mycket processor resurser vilket kan göra arbetsmiljön långsam.